# Cidade de Deus (Rio de Janeiro)

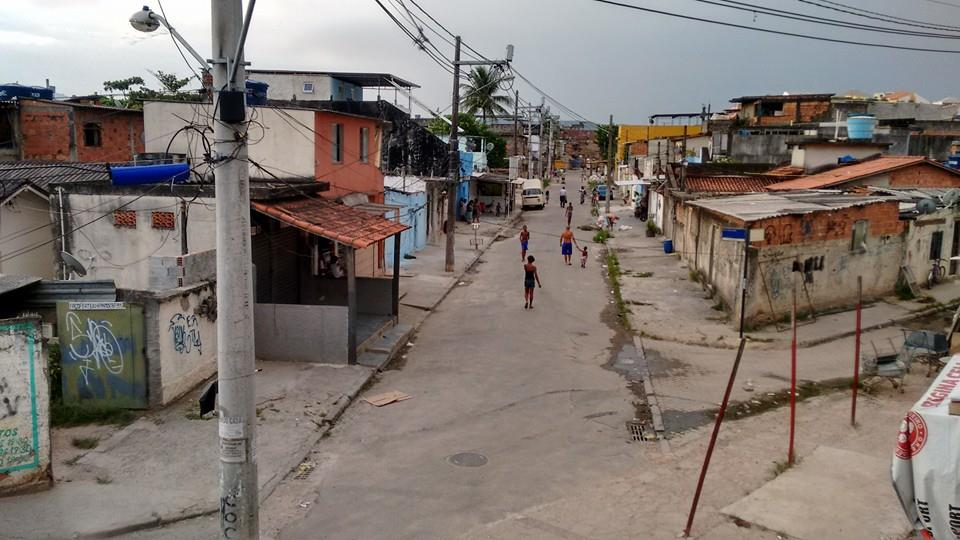
Der Stadtteil Cidade de Deus

Cidade de Deus (portugiesisch für „Stadt Gottes“) ist eine Siedlung im Westen von Rio de Janeiro, Brasilien. Sie wurde 1966 von der Regierung Guanabaras zugunsten der Beseitigung von Favelas um das Stadtzentrum Rio de Janeiros gegründet. Seit dem 23. Juli 1981 ist sie ein Stadtteil (administrative Einheit: Bairro) der Metropole.
CDD, wie es teilweise von den Einwohnern genannt wird, galt als einer der am stärksten von Gewaltverbrechen heimgesuchten Orte Brasiliens. 2009 wurden die das Viertel beherrschenden Drogenbanden durch massiven Polizeieinsatz vertrieben.
Im Jahr 2002 führten Fernando Meirelles und Kátia Lund Regie im Film City of God (englisch für „Stadt Gottes“), der die Geschichte zweier junger Männer aus der Siedlung erzählt, der auf dem gleichnamigen Roman von Paulo Lins beruht.

## Namensherkunft
Unter dem Namen De civitate Dei ("Vom Gottesstaat") hat Augustinus zwischen 413 und 426 eine Schrift verfasst, die das Spannungsfeld von weltlicher Macht und religiösem Anspruch reflektiert; sie zählt bis in die frühe Neuzeit zu den einflussreichen Schriften in der christlichen Welt.